# Mokre (obwód brzeski)
Mokre (biał. Мокрае; ros. Мокрое) – wieś na Białorusi, w obwodzie brzeskim, w rejonie prużańskim, w sielsowiecie Mokre.
W dwudziestoleciu międzywojennym Mokre leżało w Polsce, w województwie poleskim, w powiecie prużańskim.

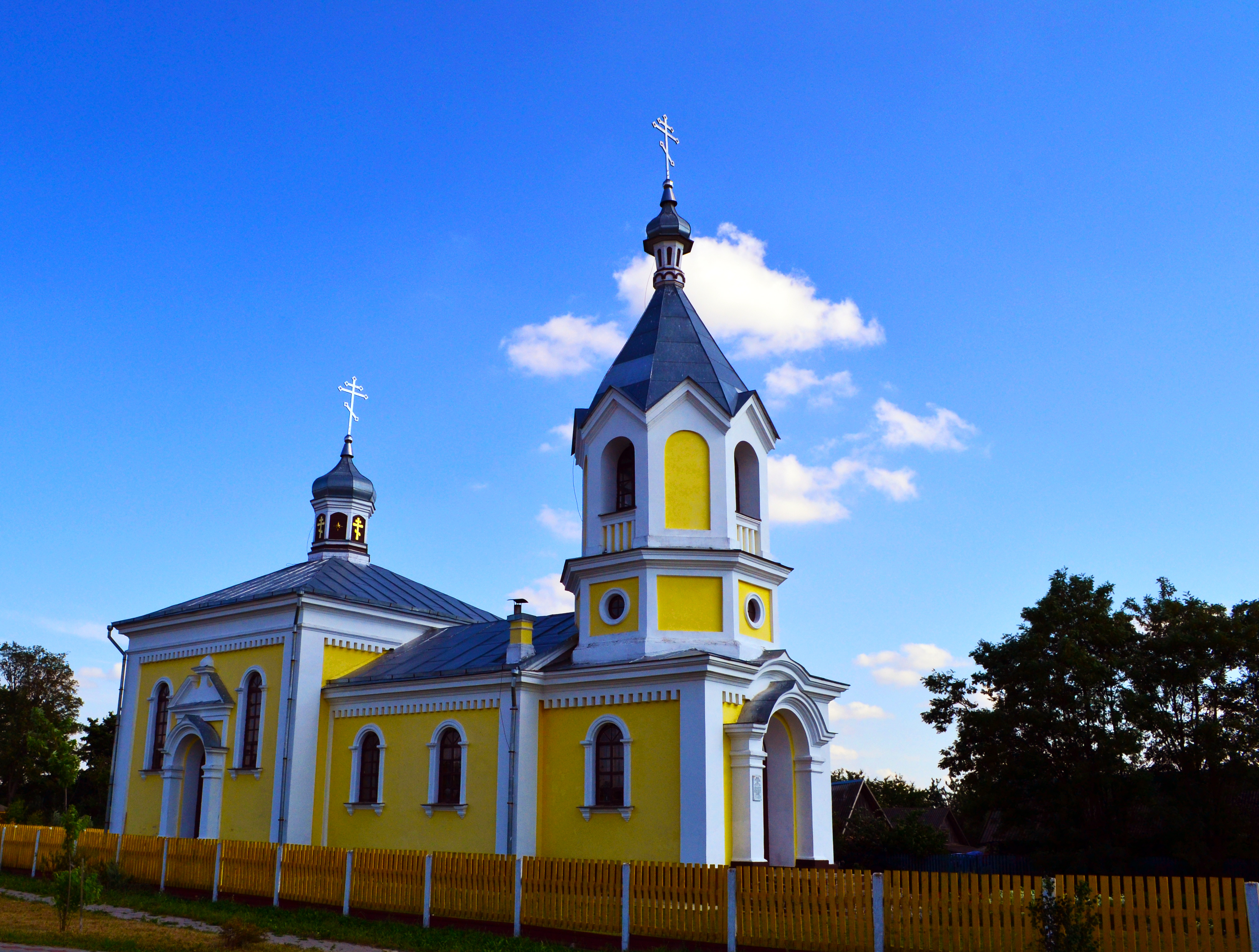
Cerkiew

W miejscowości znajduje się zabytkowa parafialna cerkiew prawosławna pw. Świętych Apostołów Piotra i Pawła.